# Kappelberg (Kohlwald)
Der Kappelberg oder die Kappl ist eine 602 m ü. NHN hohe bewaldete Anhöhe im Fichtelgebirge. Sie liegt im südwestlichen Teil des Kohlwalds nordwestlich von Waldsassen in der Oberpfalz. Ihr Gipfel liegt auf 602 m ü. NHN, ihr 1,16 km südlich befindlicher Hauptgipfel Glasberg auf 628 m ü. NHN.

## Geschichte
An der Ostseite verlief in früheren Jahren eine wichtige Straße nach Eger (Cheb).

## Bauwerke
Ebenfalls in früheren Jahren standen hier Kohlenmeiler für die Eisenverhüttung in Arzberg (Oberfranken). In der Sattelmulde zum benachbarten Dietzenberg steht die Dreifaltigkeitskirche Kappl (599 m ü. NN).

## Karten
- Fritsch Wanderkarte 1:50.000, Blatt 52, Naturpark Fichtelgebirge – Steinwald